# Velutina rubra
Velutina rubra är en snäckart som beskrevs av Willett 1919. Velutina rubra ingår i släktet Velutina och familjen Velutinidae. Inga underarter finns listade i Catalogue of Life.